# Coene (familie)
Coene, ook Coenen, was een familie van Brugse schilders in de tijd van de Vlaamse Primitieven.

## Leden
Behoren tot de familie Coene:
- Lamsin Coene
  - Jan Coene
  - Quinten Coene
    - Jan Coene I
      - Jan Coene II.

Zijn bij dezelfde familie aan te hechten:
- Jan Coene III
- Jacob Coene.

## Quinten Coene
Quinten Coene (Brugge, ca. 1335 - voor 1409), zoon van Lamsin, was in 1363 eerste 'vinder' in het gild van de beeldenmakers, een functie die gewoonlijk voor een kunstschilder was voorbehouden.

## Jan Coene I
Jan Coene I (Brugge, ca. 1350 - 1408), zoon van Quinten Coene, trouwde met Katelijne (onbekende familienaam) en ze kregen zes kinderen: Jan II, Elisabeth, Katelijne, Barbara en Margaretha. De kinderen waren nog minderjarig toen de vader overleed.
Coene werd lid van het schildersgild en was er drie maal bestuurslid van: deken in 1397, 'vinder' in 1401 en 1404. 
Van 1388 tot aan zijn dood werkte Coene regelmatig voor de stad Brugge, vanaf 1391 als officieel stadsschilder. Tweemaal per jaar kreeg hij van de stadsregering een ambtskledij. Hij schilderde vaandels en wapenschilden voor de stad. Hij heeft ook een schilderij met het Laatste Oordeel aan de stad Brugge geleverd. Zijn laatste opdracht voor de stad was het maken van versieringen voor de Heilig Bloedprocessie. Hij kon die opdracht niet meer voltooien, vanwege zijn plotse dood.

## Jan Coene II
Zoon van Jan Coene I, was Jan Coene II (Brugge, ca. 1400 - na 1437) kunstschilder en miniaturist. Hij was al miniaturist nog voor hij als meester-schilder in het gild van de beeldenmakers werd opgenomen.In 1426 en 1437 was hij deken van het gild.
Waarschijnlijk volgde hij zijn vader op als officieel stadsschilder. In 1425 en in 1430 schilderde hij een aantal schilden met de wapens van Brugge en van Vlaanderen. Hij versierde ook het kamertje onder de Halle waar de stedelijke presentkannen werden bewaard.

## Jan Coene III
De schilder Jan Coene (Brugge, 1448 - ca. 1492), derde van deze naam, is misschien, maar misschien ook niet, de zoon van Jan Coene II. De twijfel komt voort uit het feit dat hij niet automatisch lid werd van het gild van de beeldenmakers, waar Jan II lid van was, en dat hij het curriculum van leerling en gezel doorliep, wat niet hoefde voor zonen van leden van het gild. Hij bekleedde bestuursfuncties in 1476 en 1483.
Coene nam verschillende leerjongens op in zijn atelier:
- Cornelis van der Donc in 1476,
- Jan Claeys in 1478,
- Gillis Ardeyns in 1481,
- Bernard de Poortere in 1486,
- Jan van den Berghe in 1487.

Hoewel hij dus wel een atelier van enige omvang zal geleid hebben, is geen schilderwerk van hem bekend. Misschien gaat zijn werk schuil onder een of andere van de talrijke schuilnamen voor de anonieme Primitieven werden bedacht.

## Jacob Coene
Jacob Coene (Brugge, ca. 1350 - Parijs, ca. 1420) miniaturist, schilder en architect, was waarschijnlijk een lid uit dezelfde Coenefamilie, maar de juiste band is niet teruggevonden.
Hij verliet Brugge en vervolgde een belangrijke carrière in Italië en Parijs.